# Rudolph von Hertzberg
Rudolph (Rudolf Otto Martin August) von Hertzberg (* 6. Januar 1818 in Berlin; † 22. November 1893 ebenda) war ein deutscher Musikdirektor und Gesangslehrer beim Königlichen Domchor zu Berlin.

## Leben
Seine Vorfahren stammen aus der Familienlinie Berkenbrügge des Adelsgeschlechts von Hertzberg. In der größeren Verwandtschaft waren Offiziere und Juristen, viele mit bürgerlichen Ehefrauen. Seine Großeltern waren der kgl. preuß. Kapitän (Hauptmann) Otto von Hertzberg und Dorothee Rettig, aus Berlin stammend. Die Eltern waren Henriette Julie Kahlen und der Premierleutnant August Ferdinand von Hertzberg.
Hertzberg selbst zeigte schon früh Neigung zur Musik und erhielt von verschiedenen Lehrern Unterricht. Für seinen Beruf entschied er sich, als er mit zehn Jahren den Klavierunterricht des Lehrers Rudolph Killitschgy und später den Ludwig Bergers erhielt. In der Komposition unterrichtete ihn Siegfried Wilhelm Dehn.
Nach Vollendung seiner musikalischen Studien reiste er im Herbst 1836 nach Italien, wo er sich mehrere Jahre, hauptsächlich in Neapel, Rom und Mailand aufhielt. Nachdem er 1838 nach Berlin zurückgekehrt war, widmete er sich vorzugsweise dem Lehrfach.
Im Jahre 1847 wurde er als Nachfolger Siegfried Wilhelm Dehns zum Gesangslehrer des Königlichen Domchors berufen und fand in Ausübung dieses Amtes vollkommene Befriedigung seines künstlerischen Strebens. 1858 wurde er zum Königlichen Musikdirektor ernannt. Nach dem Tode August Neithardts folgte er diesem im Amt des Direktors des Königlichen Domchors. Diesen Posten hatte er bis zu seiner Pensionierung im Jahre 1889.
Als Komponist ist er nur in früheren Jahren öffentlich in Erscheinung getreten; später ist er zu der Ansicht gelangt, dass sein produktives Talent wenigstens nicht so hervorragender Art sei, um mehr als Gewöhnliches zu leisten, weshalb er es aufgab, seine Kompositionen zu veröffentlichen.
Rudolph von Hertzberg hatte 1841 die Berlinerin Klara Bartels geheiratet und mit ihr vier Kinder. Der Sohn Max Rudolf starb achtzehnjährig 1860. Die älteste Tochter Gertrud hatte mit dem Betreiber des Hüttenwerkes Gottow bei Luckenwalde, den Fabrikanten Wilhelm Rudolf Schwechten, eine Familie gegründet. Die Tochter Hedwig blieb unvermählt. Der Sohn Georg von Hertzberg war Mitarbeiter im Ministerium des Innern in Berlin und lebte mit seiner Frau Emma Schulz auch dort.

## Werke

### Lieder etc.
- Bilder des Orient (Heinrich Wilhelm Stieglitz) op. 1; Berlin: C. W. Froehlich, 1836
- 6 Gesänge op. 3; Berlin: C. W. Froehlich, 1836
- 6 Gesänge op. 4; Berlin: Gustav Crantz, 1838
- Elfengesang „Es sitzt der Elf im Mondenstrahl“ (Ernst Schulze), für Bariton mit Pianoforte op. 6; Berlin: Cranz, 1838
- 3 Gesänge op. 8; Berlin: Gustav Crantz, 1839
- 6 Gesänge op. 9; Berlin: Gustav Crantz, 1839

### Klavierwerke
- Rondo brillant op. 2; Berlin: C. W. Froehlich, 1836
- Pièce lyrique op. 5; Berlin: Gustav Crantz, 1838
- Var. de Conc. (Ah perchè) op. 7; Berlin: Gustav Crantz, 1838
- Due Scherzi (g-Moll, d-Moll) op. 10; Leipzig: Peters, 1840.
- Divertimento in C op. 11; Leipzig: Klemm, o. J.
- Scherzo, als Beilage d. „Iris“ von 1838, Berlin: Trautwein